# Allerheiligenflut 1627

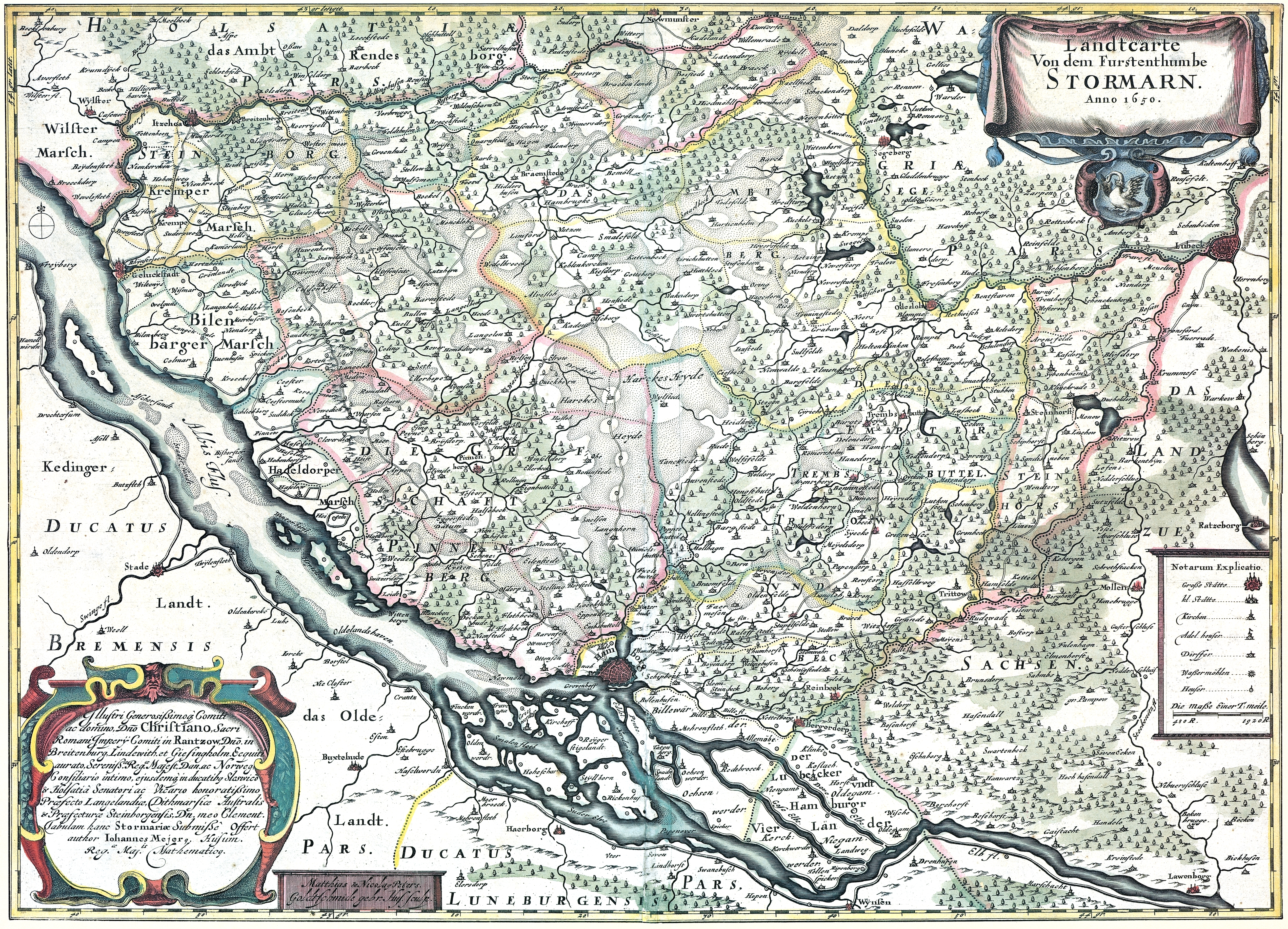
Unterelbe von Lauenburg bis Wilstermarsch 1650

Die Allerheiligenflut 1627 ereignete sich am 7. November 1627. Die Sturmflut überflutete weite Teile des Elbmarschenlandes an der Unterelbe mit Deichbrüchen und großen Schäden im Alten Land, in der Haseldorfer Marsch, in Elmshorn und in Uetersen.